# Ceriochernes amazonicus
Espèce
Ceriochernes amazonicus est une espèce de pseudoscorpions de la famille des Chernetidae.

## Distribution
Cette espèce est endémique d'Amazonas au Brésil. Elle se rencontre vers Manaus.

## Étymologie
Son nom d'espèce lui a été donné en référence au lieu de sa découverte, l'Amazonie.

## Publication originale
- Mahnert, 1985 : Weitere Pseudoskorpione (Arachnida) aus dem zentralen Amazonasgebiet (Brasilien). Amazoniana, vol. 9, no 2, p. 215-241.